# ML Mona Lisa
ML Mona Lisa war ein von April 1988 bis Juli 2017 im ZDF ausgestrahltes Gesellschaftsmagazin; bis Mai 2011 eine Informationssendung hauptsächlich für Frauen, ab dann sollten verstärkt auch männliche Zuschauer angesprochen werden. Die Redaktion saß in München. Laut ZDF wurden als Kosten rund 57.000 Euro pro Ausgabe veranschlagt.

## Geschichte
Von Beginn im Jahre 1988 an behandelten die anmoderierten Einzelbeiträge Themen von besonderem Interesse für Frauen. Gesendet wurde sonntags, zuletzt um 18 Uhr, aus dem Studio 3 in Unterföhring.
Nachdem das Frauenmagazin anfangs wegen „weicher“ Themen wie Kosmetik Kritik ausgesetzt war, wurde es politischer und befasste sich unter anderem mit der Kontroverse um den Paragraph 218, Kinderpornographie oder Vergewaltigungen vor dem Hintergrund des Jugoslawienkriegs. Gegen Ende lag der Schwerpunkt von ML Mona Lisa auf der Darstellung persönlicher Lebensentwürfe und Schicksale.
Vom 7. Mai 2011 bis zur letzten Ausgabe sollte mit dem Motto „Frauen, Männer & mehr“ verstärkt das Miteinander von Frauen und Männern angesprochen werden. Die Sendung wurde auf samstags, 18 Uhr, verlegt und nun aus der „Sky Lounge“ am Münchener Ostbahnhof gesendet. Für Susanne Kronzucker stieg Barbara Hahlweg als neue Moderatorin ein. Die Beiträge wurden festen Rubriken zugeordnet wie „Thema der Woche“, „Hinterm Rampenlicht“ oder „Das ist gut“.
Ab Februar 2012 war zudem Alexander Mazza Moderator.
Im Februar 2017 teilte das ZDF mit, dass das Magazin im Sommer 2017 eingestellt wird. Die letzte Sendung lief am 15. Juli 2017. In den letzten beiden Sendungen verabschiedete sich die Redaktion mit einem Rückblick auf fast 30 Jahre ML. Petra Gerster nannte die Einstellung des Magazins „eine falsche Entscheidung“.

## Redaktionsleiterinnen
- Maria von Welser (1987–1997)[9]
- Conny Hermann (1997–2003)[1]
- Barbara Dickmann (2003–2008)[10]
- Sibylle Bassler (2008–2017)[10]

## Moderatoren
- Maria von Welser (1988–1996, Hauptmoderatorin)
- Petra Gerster (1989–1996, Co-Moderatorin; 1997–1999, Hauptmoderatorin)
- Conny Hermann (1997–2002, Hauptmoderatorin; 2003, Co-Moderatorin)[11][1]
- Sibylle Nicolai (1999–2000, Hauptmoderatorin)[12]
- Marina Ruperti (2000–2002, Hauptmoderatorin; 2003–2011, Co-Moderatorin)[13][14]
- Karen Webb (2003–2007, Hauptmoderatorin)[15][16]
- Barbara Dickmann (2007)[16][10]
- Susanne Kronzucker (2008–2011, Hauptmoderatorin)[16][17]
- Sibylle Bassler (Juli 2014, Vertretung)
- Barbara Hahlweg (2011–2017, Hauptmoderatorin)
- Alexander Mazza (2012–2017, Hauptmoderator)

Die Überschneidung der Jahreszahlen ergeben sich daraus, dass zwei Moderatorinnen die Sendung im Wechsel präsentierten.

## Auszeichnungen
- 1996: Hanns-Joachim-Friedrichs-Preis an Maria von Welser und Petra Gerster stellvertretend für das gesamte Redaktionsteam
- 1998: Goldene Kamera für Petra Gerster